# ONE Friday Fights 9
ONE Friday Fights: Eersel vs. Sinsamut 2 (también conocido como ONE Lumpinee 9) fue un evento de deportes de combate producido por ONE Championship llevado a cabo el 17 de marzo de 2023, en el Lumpinee Boxing Stadium en Bangkok, Tailandia.

## Historia
Una revancha por el Campeonato Mundial de Muay Thai de Peso Ligero de ONE entre el actual campeón Regian Eersel y el ex-retador titular Sinsamut Klinmee encabezó el evento. El par se enfrentó previamente en ONE on Prime Video 3 el octubre de 2022, donde Eersel ganó por una controvertida decisión dividida.

## Resultados
1. ↑  Por el Campeonato Mundial de Muay Thai de Peso Ligero de ONE.

## Bonificaciones
Los siguientes peleadores recibieron bonos.
- Actuación de la Noche (฿1.750.000): Regian Eersel

- Actuación de la Noche (฿350.000): Muangthai P.K.Saenchai, Sam-A Gaiyanghadao, Sulaiman Looksuan, Saeksan Or. Kwanmuang, Silviu Vitez, Yodlekpet Or Achariya y Tagir Khalilov